# Sandby, Borgholms kommun
Sandby är en bebyggelse i Borgholms kommun belägen omkring en kilometer norr om Löttorp i Högby socken. Fram till 2015 avgränsades här en småort, från 2015 klassas bebyggelsen som en del av tätorten Löttorp.